# Пульман (вагон)
Пульман (пульмановский вагон) — большой пассажирский спальный железнодорожный вагон, по имени американского фабриканта спальных вагонов.

## История
Выпуск комфортабельных спальных вагонов впервые был начат компанией «Пульман» Джорджа Пульмана в 1864 году.
Особенностью пульмановского вагона были трансформируемые кресла. Расположенные лицом к лицу в дневное время два сиденья на ночь раскладывались, образуя спальное место, а над ними откидывалась полка, на которой размещалось второе спальное место. В частности, вагон был оснащён системой кондиционирования воздуха — одной из первых установленных на пассажирских вагонах. (Это обусловливает форму крыши — в пространстве между внешней обшивкой крыши и потолком смонтирована система кондиционирования вагона.)
Компания Pullman Palace Cars не продавала вагоны, а сдавала их в аренду железным дорогам. Благодаря высокому уровню комфорта слово «пульман» стало синонимом наивысшего удобства на транспорте.
В Европе пульмановские вагоны с креслами в общем салоне включались в составы наряду с более традиционными для Старого света купейными (в отличие от США спальные места в европейских поездах размещались в купе).
В пульмановских вагонах иногда было организовано питание непосредственно на пассажирском месте, в то время как пассажиры спальных вагонов питались в вагоне-ресторане.
До середины XX века большинство пульмановских вагонов имело компоновку с открытым пространством.
В XX веке компания Пульмана постепенно перешла на размещение пассажиров в отдельных купе различной компоновки.

## В искусстве
- «Если вы едете спальным пульмановским вагоном, прославленным и считающимся в Америке самым комфортабельным и удобным, — то всё ваше существо организатора будет дважды в день, утром и вечером, потрясено бессмысленной, глупой вознёй. В 9 часов вечера дневной вагон начинают ломать, опускают востланные в потолок кровати, разворачивают постели, прикрепляют железные палки, … чтобы по бокам вдоль вагона установить в два яруса двадцать спальных коек …, оставив посредине узкий уже не проход, а пролаз. С 9 утра начинается вакханалия разборки вагона и приведения вагона в „сидящий вид“. Наше европейское деление на купе даже жёстких вагонов куда целесообразней американской пульмановской системы». (В. Маяковский «Моё открытие Америки», 1925—1926.)
- Сцена в поезде фильма «В джазе только девушки» происходит в пульмановском вагоне Tennessee Valley Clover Colony из серии Colony series, произведённом около 1920-х годов[2].